# صاریغ قلمی خاکستری
صاریغ قلمی خاکستری (نام علمی: Marmosops incanus) نام یک گونه از سرده صاریغ‌های قلمی است.